# Hongdun, Xinjiang
Hongdun (kinesiska: 红墩, 红墩乡, 红墩镇) är en köpinghuvudort i Kina. Den ligger i den autonoma regionen Xinjiang, i den nordvästra delen av landet, omkring 440 kilometer norr om regionhuvudstaden Ürümqi. Antalet invånare är 11 589. Befolkningen består av 5 559 kvinnor och 6 030 män. Barn under 15 år utgör 20,0 %, vuxna 15-64 år 74 %, och äldre över 65 år 5,0 %.
Runt Hongdun är det glesbefolkat, med 15 invånare per kvadratkilometer. Närmaste större samhälle är Altay, 15,2 km norr om Hongdun. Trakten runt Hongdun består i huvudsak av gräsmarker.
Genomsnittlig årsnederbörd är 280 millimeter. Den regnigaste månaden är juli, med i genomsnitt 42 mm nederbörd, och den torraste är februari, med 9 mm nederbörd.